# Easton (entreprise)
Easton est un fabricant d'équipement de tir à l'arc basé à Salt Lake City, aux États-Unis.

## Histoire
L'entreprise a été fondée par James D. (Doug) Easton en 1922. Son fils James (Jim) L. Easton a repris l'entreprise après sa mort en 1972. Le fils de James, Greg, dirige la division de tir à l'arc indépendamment du sport d'équipe qui relève de la famille entière, après avoir cédé les activités de sports d'équipe en 2006 à l'ancien groupe Easton-Bell.
La division de tir à l'arc familiale  se compose de deux sociétés, Hoyt Archery, Inc. et Easton Technical Products, toutes deux situées à Salt Lake City, aux États-Unis.
Les deux sociétés emploient environ 800 personnes dans la fabrication d'arcs à poulies, d'arcs classiques et de flèches. Les flèches Easton ont été utilisées pour remporter tous les titres des Jeux olympiques en tir à l'arc depuis la restauration du tir à l'arc au programme olympique en 1972.
Easton Technical Products est également un fournisseur des secteurs militaire, médical et des sports de plein air, il fournit notamment des tubes en fibre de carbone et en alliage d'aluminium à haute résistance.
Hoyt et Easton sont gérés comme des divisions indépendantes de Jas. D. Easton, Inc. Greg Easton est le président de troisième génération de Jas. D. Easton.